# آتش‌سوزی زندان گیتگا
آتش‌سوزی زندان گیتگا (انگلیسی: Gitega prison fire) تقریباً در ساعت۰۴:۰۰صبح به وقت محل در ۷ دسامبر ۲۰۲۱، که حداقل ۳۸ کشته و بیش از ۶۹ زخمی بر جای گذاشت. این زندان در شهر گیتگا، جمهوری بوروندی قرار دارد.

## واقعه
آتش‌سوزی در ساعت ۰۴:۰۰ به وقت محلی در ۷ دسامبر ۲۰۲۱ در حالی آغاز شد که بسیاری از زندانیان در خواب بودند. وزارت کشور در توییتی اعلام کرد که اتصال برق عامل آتش‌سوزی بوده‌است. به گفته بازماندگان، با گسترش شعله‌های آتش، پلیس از باز کردن بخش‌هایی از زندان امتناع کرد. به گفته یکی از زندانیان، بیش از ۹۰ درصد اتاق خواب‌ها سوخته‌است. تصاویری که در فضای مجازی منتشر شد، ساختمانی در حال سوختن و انبوهی از اجساد را نشان می‌دهد.
یک منبع پلیس اعلام کرد که نیروهای اورژانس با تأخیر دو ساعت پس از شروع آتش‌سوزی با خودروی آتش‌نشانی به زندان رسیدند. پرستاران بیمارستان گیتگا و همچنین تیم‌هایی از صلیب سرخ برای رسیدگی به قربانیان در محل حاضر شدند. آنهایی که جراحات جزئی داشتند در محل مداوا شدند و آنهایی که سوختگی شدید داشتند به بیمارستان منتقل شدند. معاون رئیس‌جمهور پروسپر بازومبانزا به خبرنگاران گفت: ۳۸ نفر در آتش‌سوزی جان خود را از دست دادند. از این تعداد، ۱۲ نفر بر اثر خفگی هنگام تلاش برای فرار از ساختمان جان خود را از دست دادند و ۲۶ نفر دیگر به دلیل جراحات شدید جان باختند. بسیاری از قربانیان زندانیان مسن بودند. وی افزود که دست کم ۶۹ نفر مجروح شدند.